# Ханов, Чингиз Хадыевич
Чингиз Хадыевич (Гадеевич) Ханов (баш. Ханов Сыңғыҙ Һаҙый улы; 1915—1941) — советский башкирский писатель, переводчик.

## Биография
Чингиз Ханов родился 30 декабря 1915 года в деревне Аркаулово Златоустовского уезда Уфимской губернии (ныне Салаватский район Башкортостана). В 1936 году окончил Башкирский педагогический институт имени К. А. Тимирязева (ныне Уфимский университет науки и технологий). Работал в комиссии при обкоме КПСС, переводил на башкирский язык произведения классиков марксизма-ленинизма (в частности, В. И. Ленина и И. В. Сталина). Затем работал редактором отдела художественной литературы и заведующим сектором детской литературы в Башкирском книжном издательстве. 22 апреля 1938 года был арестован, 26 августа того же года реабилитирован. В 1940 году мобилизован в Красную армию. Участвовал в Великой Отечественной войне. Погиб на фронте в 1941 году.
Ханов занимался литературной деятельностью от случая к случаю. Он написал цикл рассказов о Гражданской войне в России: «Партизаны Каратау», «Комиссар Зыков», «Яппар», «Фатима». В этих произведениях он воспевает мужество, проявленное партизанами в борьбе за советскую власть. Затрагивает он и тему классовой борьбы, изображает судьбы отдельных героев произведений в тесной связи с общественно-политическими событиями того времени. Биобиблиографический справочник «Писатели Советской Башкирии» называет рассказы Ханова «глубоко содержательными, композиционно компактными, увлекательными по сюжету».

## Память
В родном селе Аркаулово в честь Чингиза Ханова названа улица.

## Сочинения
- Фатима: Хикәйәләр. — Өфө: Башгосиздат, 1942. 34 бит.
- Ҡаратау партизандары: Хикәйәләр / М. Ғәйнуллиндың баш һүҙе менән. — Өфө: Башҡортостан китап нәшриәте, 1958. 94 бит.